# Malwina Smarzek
Malwina Smarzek, coniugata Smarzek-Godek (Łask, 3 giugno 1996), è una pallavolista polacca, opposto del Pinerolo.

## Carriera

### Club
La carriera di Malwina Smarzek inizia a livello giovanile nella formazione del Łaski, dove gioca fino a quando entra a far parte della formazione federale dello SMS PZPS Sosnowiec, restandovi per due annate, per poi fare una breve esperienza al Wola Warszawa.
Nella stagione 2014-15 approda al Legionovia di Legionowo, club col quale fa il proprio esordio nella massima serie polacca, giocando contemporaneamente anche nella formazione giovanile. Nell'annata 2016-17 viene ingaggiata dal Chemik Police, con cui in due anni vince due scudetti e una Coppa di Polonia, venendo premiata in quest'ultima occasione come MVP.
Nell'annata 2018-19 si trasferisce nella Serie A1 italiana con la maglia del Bergamo: dopo due annate con la formazione orobica, per il campionato 2020-21 si accasa all'AGIL di Novara, sempre nella massima divisione italiana.
Per la stagione 2021-22 firma per la Lokomotiv Kaliningrad, nella Superliga russa: a seguito dell'invasione della Russia all'Ucraina, lascia la squadra e rientra in patria con il Developres Rzeszów, con cui conclude l'annata, vincendo la coppa nazionale; nella stagione 2022-23 si trasferisce oltreoceano per disputare la Superliga Série A brasiliana nell'Osasco, mentre nella stagione seguente torna nella massima divisione italiana con il Casalmaggiore.
Resta in Serie A1 anche nel campionato 2024-25, ma indossando la casacca del Pinerolo.

### Nazionale
Nel 2013 con la nazionale under 18 vince la medaglia d'oro al campionato europeo di categoria, per poi fare un anno più tardi il proprio esordio in nazionale maggiore in occasione delle qualificazioni europee al campionato mondiale 2014. Nel 2024 si aggiudica il bronzo alla Volleyball Nations League, bissata anche nell'edizione successiva.

## Palmarès

### Club
- Campionato polacco: 2

2016-17, 2017-18
- Coppa di Polonia: 2

2016-17, 2021-22

### Nazionale (competizioni minori)
- Campionato europeo under 18 2013
- Montreux Volley Masters 2019

### Premi individuali
- 2017 - Coppa di Polonia: Miglior ricevitrice
- 2017 - Coppa di Polonia: MVP
- 2019 - Montreux Volley Masters: MVP
- 2019 - Montreux Volley Masters: Miglior opposto